# Ан-Наср (Ер-Ріяд)
Футбольний клуб «Ан-Наср» (інколи помилково називають «Аль-Наср», араб. نادي النصر السعودي; Наср означає Перемога) — саудівський футбольний клуб з міста Ер-Ріяд. Утворений 24 жовтня 1955 року, проводить свої домашні ігри на «Аль-Авваль Парк». Клубні кольори - жовтий і синій.
«Ан-Наср» є одним із найуспішніших клубів Саудівської Аравії з 25 офіційними трофеями. На національному рівні клуб виграв дев'ять титулів Професіональної ліги, шість Королівських кубків, три Кубка наслідного принца, три Кубка Федерації та два Суперкубка Саудівської Аравії. На міжнародному рівні клуб зробив історичний дубль в Азії в 1998 році, вигравши Кубок володарів кубків Азії та Суперкубок Азії. Клуб привернув міжнародну увагу наприкінці 2022 року, коли Кріштіану Роналду підписав угоду з клубом на два з половиною роки й отримує зарплатню 200 мільйонів євро на рік (загалом 500 мільйонів євро).

Колишній логотип клубу.

## Досягнення

### Національні
- Саудівська Професіональна ліга:
  -  Чемпіон (9): 1974–75, 1979–80, 1980–81, 1988–89, 1993–94, 1994–95, 2013–14, 2014–15, 2018–19
  -  Друге місце (8): 1976–77, 1977–78, 1978–79, 1990–91, 2000–01, 2019–20, 2022–23, 2023–24

- Королівський кубок Саудівської Аравії:
  -  Володар (6): 1974, 1976, 1981, 1986, 1987, 1990
  -  Фіналіст (9): 1967, 1971, 1973, 1989, 2012, 2015, 2016, 2020, 2024

- Кубок наслідного принца Саудівської Аравії:
  -  Володар (3): 1972–73, 1973–74, 2013–14
  -  Фіналіст (4): 1990–91, 1995–96, 2012–13, 2016–17

- Суперкубок Саудівської Аравії:
  -  Володар (2): 2019, 2020
  -  Фіналіст (3): 2014, 2015, 2024

- Кубок Саудівської Федерації футболу:
  -  Володар (3): 1975–76, 1997–98, 2007–08
  -  Фіналіст (3): 1993–94, 2000–01, 2008–09

### Міжнародні
- Кубок володарів кубків Азії:
  -  Володар (1): 1997-98
  -  Фіналіст (1): 1991-92

- Суперкубок Азії:
  -  Володар (1): 1998

- Арабська Ліга чемпіонів: (1)
  -  Володар (1): 2023

- Ліга чемпіонів АФК: (1)
  -  Фіналіст (1): 1995

## Головні тренери
- Ахмед Аль-Джокер (1960–62)
- Ахмед Абдулла (1962–65)
- Ламат Катна (1966–67)
- Абдулмаджид Тарна (1967–69)
- Хассан Султан (1969–70)
- Закі Осман (1971)
- Мімі Абдулмаджид (1972)
- Хассан Хаірі (1973–74)
- Махмуд Абу Роджеіла (1975)
- Вівас (1976)
- Любиша Брочич (1976–79)
- Шіко Форміга (1980–81)
- Маріо Загалло (1981)
- Франсіску Сарну (1983)
- Жозе Шіра (1983)
- Карпеджані (1983–84)
- Робер Ербен (1985–86)
- Біллі Бінгем (1987–88)
- Жоел Сантана (1988–89)
- Юсеф Хаміс (1989, 1995, 2000, 2006)
- Клаудіу Деораті (1990)
- Нассер Аль-Джовхар (1990–91, 1993)
- Драгослав Шекуларац (1992)
- Кадієш (1992–93)
- Маджід Абдулла (1993)
- Жан Фернандес (1993–94, 1995–96, 1998)
- Анрі Мішель (1995)
- Іліє Балач (1996–97)
- Димитар Пенев (1997)
- Дутра (1998–99)
- Прокопіо Кардозо (1999)
- Мілан Живадинович (2000)
- Артур Жорже (2000–01, 2006)
- Ектор Нуньєс (2001)
- Саліх Аль-Мутлак (2001)
- Хорхе Абеххер (2001–02, 2006–07)
- Хуліо Асад (2002–03, 2007)
- Любиша Тумбакович (2003)
- Мірча Реднік (2004)
- Мохсен Сале (2004)
- Димитар Димитров (2004–05)
- Мар'яну Баррету (2005–06)
- Халід Аль-Короні (2006)
- Едналду Патрісіу (2007)
- Фуке Бой (2007)
- Родіон Гачанін (2008)
- Едгардо Бауса (2009)
- Хорхе да Сільва (2009–10, 2014–15)
- Вальтер Дзенга (2010)
- Драган Скочич (2011)
- Густаво Костас (2011)
- Алі Комаїх (2011)
- Франсіско Матурана (2011–12)
- Хосе Данієль Кареньйо (2012–14, 2018)
- Рауль Канеда (2014, 2016)
- Рене Ігіта (в.о.) (2015, 2016)
- Фабіо Каннаваро (2016)
- Зоран Мамич (2016–17)
- Патріс Картерон (2017)
- Рікардо Гомес (2017)
- Густаво Кінтерос (2017–18)
- Елдер (в.о.) (2018–19)
- Руй Віторія (2019–20)
- Ален Хорват (2020–21)
- Мано Менезес (2021)
- Педру Емануел (2021)
- Мігель Анхель Руссо (2021–22)
- Руді Гарсія (2022–23)
- Дінко Єлічич (в.о.) (2023)
- Луїш Каштру

## Відомі гравці
- Христо Стоїчков
- Жуліано Віктор де Паула
- Майкон Перейра Роке
- Хуссейн Абдулгані
- Маджід Абдулла
- Мохамед Ейд
- Фахад Аль-Біші
- Фірас Аль-Бурайкан
- Махайсен Аль-Джаман
- Абдулла аль-Енезі
- Яхья Аль-Шехрі
- Хоссам Галі
- Абдулла Маду
- Кріштіану Роналду
- Абдеррауф Бен-Азіза